# Ват по метаркелвину
Ват кроз метар-келвин је јединица за специфичну топлотну проводљивост у СИ систему јединица.
Изражава се помоћу СИ јединица:
- Вата
- метра и
- Келвина